# 札比内駅
札比内駅（さっぴないえき）は、北海道樺戸郡月形町字札比内にあった北海道旅客鉄道（JR北海道）札沼線（学園都市線）の駅（廃駅）である。事務管理コードは▲130213。

## 歴史

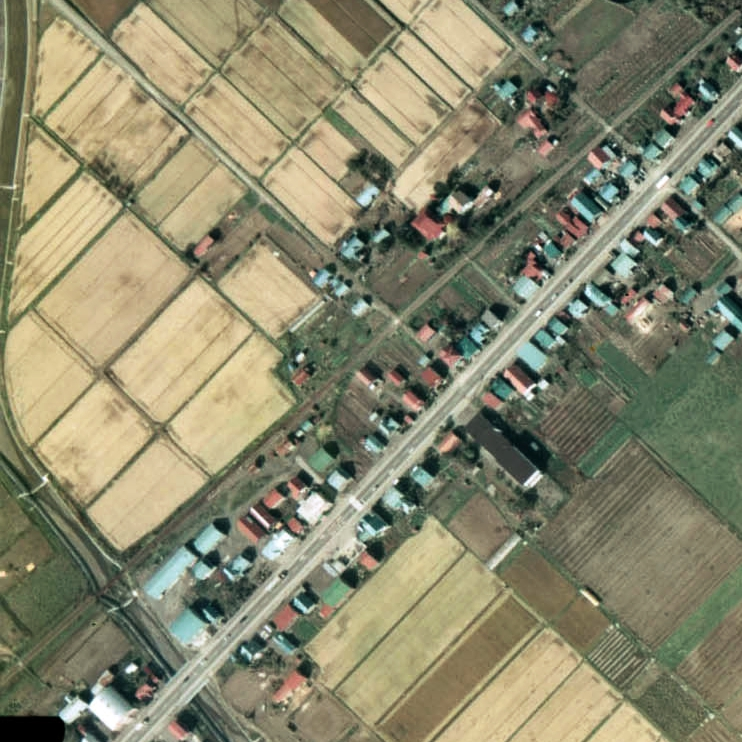
1976年の札比内駅と周囲約500m範囲。下が札幌方面。

- 1935年（昭和10年）10月3日：国有鉄道札沼線 石狩当別駅（現・当別駅） - 浦臼駅間の開通[報道 2]に伴い、同線の駅として開業[2]。一般駅[3]。
- 1943年（昭和18年）10月1日：第二次世界大戦の激化に伴い、札沼線の石狩月形駅 - 石狩追分駅間が不要不急線に指定され、営業休止[4]。それに伴い、当駅も営業休止。
- 1946年（昭和21年）12月10日：札沼線の石狩当別駅 - 浦臼駅間が営業再開[5]。それに伴い、当駅も営業再開。同年木造平屋建の駅舎を竣工[新聞 1]。
- 1949年（昭和24年）6月1日：日本国有鉄道法施行に伴い、日本国有鉄道（国鉄）に継承。
- 1961年（昭和36年）6月12日：業務委託駅となる[新聞 2]。
- 1979年（昭和54年）2月1日：貨物・荷物取扱い廃止[3]。同時に駅員無配置駅となり[6]、簡易委託化。
- 1987年（昭和62年）4月1日：国鉄分割民営化に伴い、北海道旅客鉄道（JR北海道）に継承[3]。
- 1991年（平成3年）3月16日：札沼線に「学園都市線」の愛称を設定[報道 2][報道 3][7]。
- 1996年（平成8年）3月16日：札沼線（学園都市線）のうち、当駅を含む石狩当別駅 - 新十津川駅間でワンマン運転開始[7]。
- 2010年（平成22年）頃：窓口無人化。
- 2020年（令和2年）
  - 4月17日：新型コロナウイルス感染症に関する緊急事態宣言により、4月18日から5月6日まで全列車運休措置。実質的な最終営業日となる[報道 4]。
  - 5月7日：北海道医療大学駅 - 新十津川駅間の廃止と共に廃駅となる[報道 1][新聞 3][新聞 4][新聞 5]。

### 駅名の由来
所在地名より。現在の札比内川を指すアイヌ語に由来し、アイヌ語地名研究者の山田秀三は「乾く・小石の・川」を表す「サッピナイ（sat-pi-nay）」に由来する、と解釈している。これは、乾季に水が干上がることからこの名がついたとされる。
なお、永田方正による解釈や、『駅名の起源』（1939年版）などでは、「サッピナイ（sat-pi-nay）」を「乾く・小さい・川（涸れたる小川）」と解釈しているが、「小さい川」を「ピナイ（pi-nay）」と表す例はほかになく、北海道が設置した「アイヌ語地名普及会議」が1999年（平成11年）度にまとめた「アイヌ語地名リスト」では、山田の解が自然である、としている。

## 駅構造
単式ホーム1面1線を有していた地上駅。石狩当別駅が管理していた簡易委託駅であり、駅前の薬店で乗車券を扱っていた。2017年より、隣の豊ヶ岡駅までの乗車券のみの販売となった。
駅の外観が似ていることから隣の晩生内駅と「兄弟駅」として知られていた。1976年時点では晩生内駅と同じく島式ホーム1面2線だが、駅舎側は貨物積卸線であり、実質的には駅裏側のみ使用する単式ホームだった。後に貨物積卸線は新十津川側が寸断されて引込み線となり、貨物取扱廃止に伴い撤去された。
2020年5月7日の北海道医療大学駅 - 新十津川駅間の廃止にあたって、同日未明にホームに設置されていた駅名標および駅舎に掲げていた駅名板が撤去された。
2023年、月形町は事業案の公募を行い、審査の上で事業者に駅舎を譲渡する方針を発表、11月には町内の解体業者「エイヴィス」への譲渡が決定、「ぽつんとある佇まいが好きで駅舎を残したい」との思いから譲渡に応募し2024年夏を目標に町内特産品などを販売する店舗を開業するとしている。

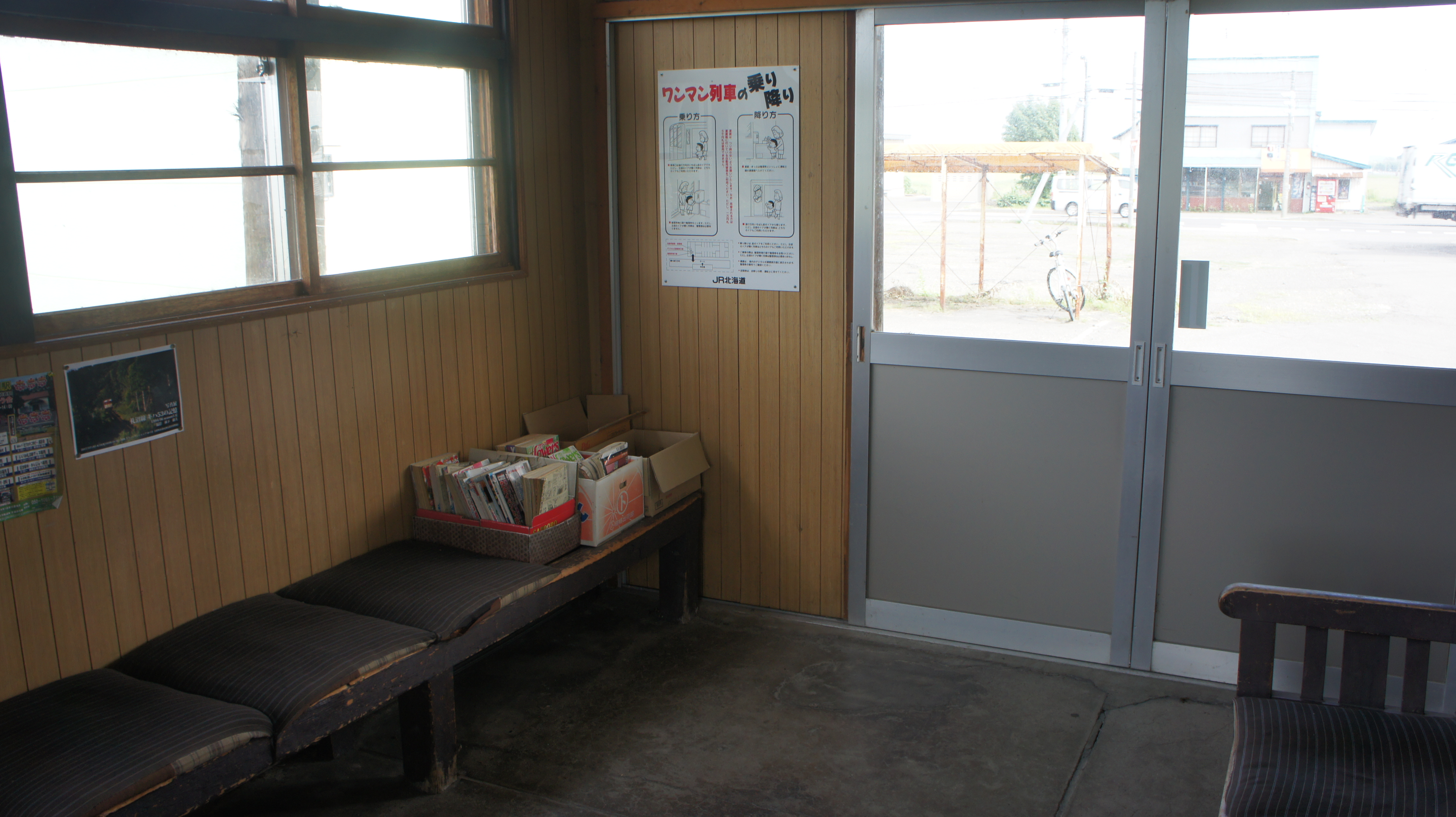
待合室（2017年8月）
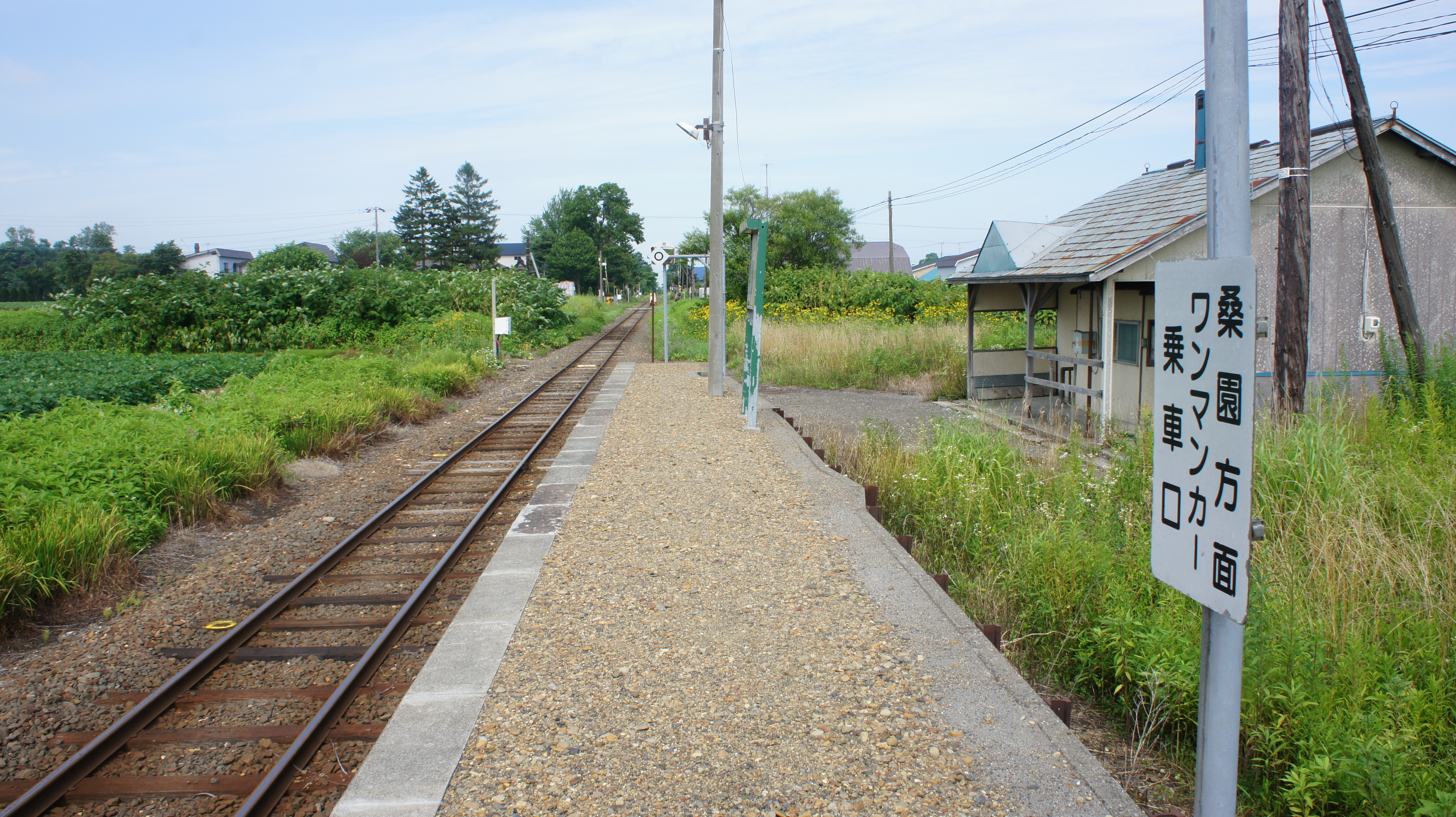
ホーム（2017年8月）
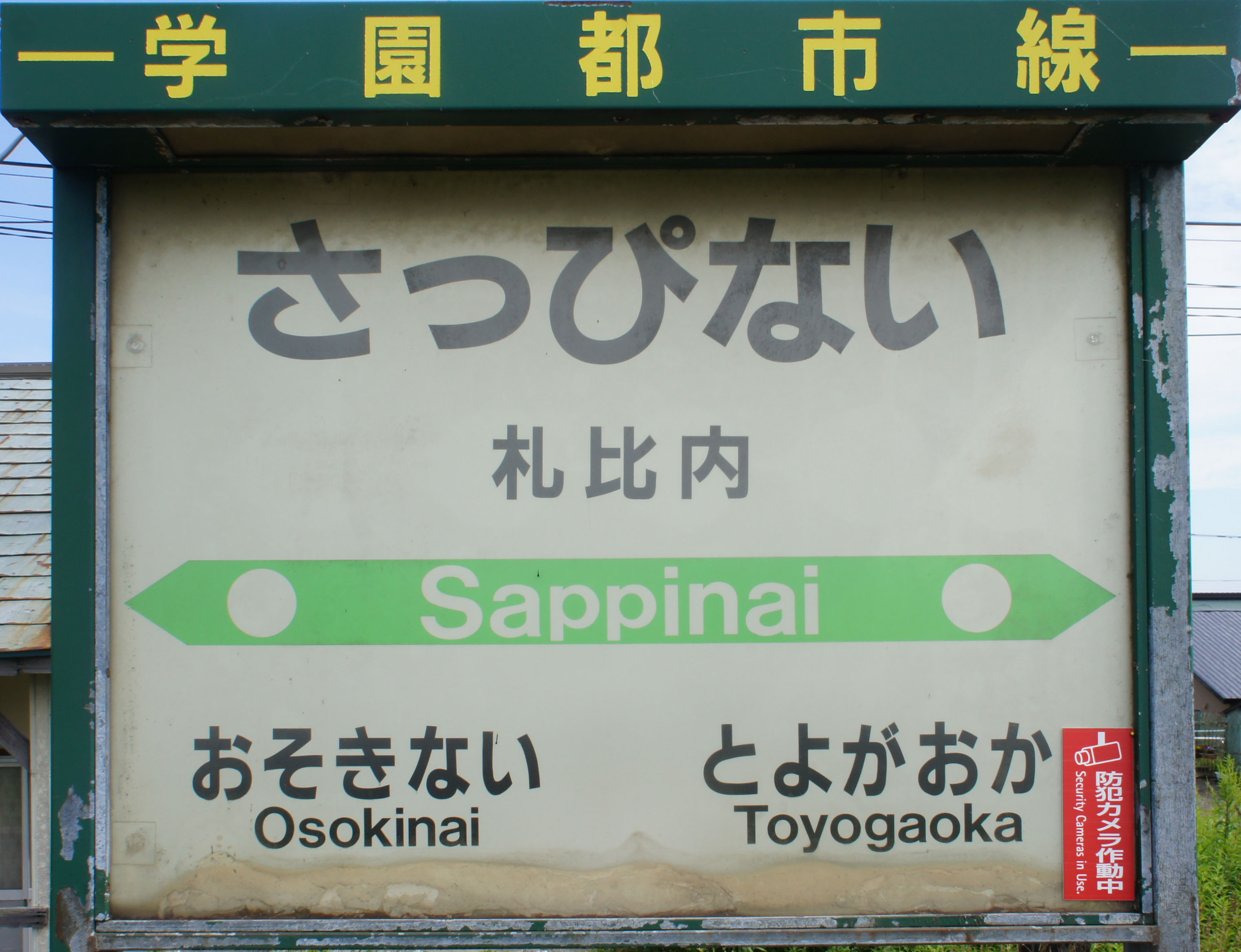
駅名標（2017年8月）

## 利用状況
- 2011 - 2015年（平成23 - 27年）の乗降人員調査（11月の調査日）平均は「10名以下」[報道 5]。
- 2012 - 2016年（平成24 - 28年）の乗車人員（特定の平日の調査日）平均は3.8人[報道 6]。
- 2013 - 2017年（平成25 - 29年）の乗車人員（特定の平日の調査日）平均は3.2人[報道 7]。
- 2014 - 2018年（平成26 - 30年）の乗車人員（特定の平日の調査日）平均は3.4人[報道 8]、乗降人員調査（11月の調査日）平均は「10名以下」[報道 9]。
- 2015 - 2019年（平成27 - 令和元年）の乗車人員（特定の平日の調査日）平均は3.6人[報道 10]。

## 駅周辺
小さい街がある。駅前には薬店（乗車券販売受託者）。約700mほど南に行くと札比内小学校がある。
- 国道275号
- 岩見沢警察署札比内駐在所
- 札比内郵便局
- 美唄自動車学校（ビジコータクシー）月形浦臼線（札沼線廃止代替路線）「札比内駅前」停留所[10]

## 隣の駅
北海道旅客鉄道（JR北海道）
札沼線（学園都市線）
豊ヶ岡駅 - 札比内駅 - 晩生内駅

### 報道発表資料
1. 1 2  『札沼線（北海道医療大学・新十津川間）の鉄道事業廃止届の提出について』（PDF）（プレスリリース）北海道旅客鉄道、2018年12月21日。オリジナルの2018年12月24日時点におけるアーカイブ。2018年12月24日閲覧。
2. 1 2  『札沼線（学園都市線）の電化について』（PDF）（プレスリリース）北海道旅客鉄道、2009年9月9日。2009年9月14日閲覧。
3. ↑  『札沼線（学園都市線）の電化開業時期について』（PDF）（プレスリリース）北海道旅客鉄道、2011年10月13日。2011年10月17日閲覧。
4. ↑  『札沼線（北海道医療大学・新十津川間）最終運行について』（PDF）（プレスリリース）北海道旅客鉄道、2020年4月16日。オリジナルの2020年4月16日時点におけるアーカイブ。2020年4月16日閲覧。
5. ↑  “極端にご利用の少ない駅（3月26日現在）” (PDF). 平成28年度事業運営の最重点事項.   北海道旅客鉄道. p. 6 (2016年3月28日). 2017年12月10日閲覧。
6. ↑  「札沼線(北海道医療大学・新十津川間）」（PDF）『線区データ（当社単独では維持することが困難な線区）』、北海道旅客鉄道株式会社、2017年12月8日。2017年12月10日閲覧。
7. ↑  「札沼線(北海道医療大学・新十津川間）」（PDF）『線区データ（当社単独では維持することが困難な線区）（地域交通を持続的に維持するために）』、北海道旅客鉄道株式会社、2018年7月2日。オリジナルの2017年12月31日時点におけるアーカイブ。2018年7月4日閲覧。
8. ↑  “札沼線（北海道医療大学・新十津川間）” (PDF). 線区データ（当社単独では維持することが困難な線区）(地域交通を持続的に維持するために).   北海道旅客鉄道. p. 3 (2019年10月18日). 2019年10月18日時点のオリジナルよりアーカイブ。2019年10月18日閲覧。
9. ↑  “駅別乗車人員” (PDF). 全線区のご利用状況（地域交通を持続的に維持するために）.   北海道旅客鉄道. 2020年1月20日時点のオリジナルよりアーカイブ。2020年1月20日閲覧。
10. ↑  “札沼線（北海道医療大学・新十津川間）” (PDF). 地域交通を持続的に維持するために > 輸送密度200人未満の線区（「赤色」「茶色」5線区）.   北海道旅客鉄道. p. 3 (2020年10月30日). 2020年11月2日時点のオリジナルよりアーカイブ。2020年11月4日閲覧。

### 新聞記事
1. 1 2  旧札比内駅で特産品販売 月形 町が譲渡の町内企業計画 - 北海道新聞2023年11月21日空知版
2. ↑  「札沼線三駅の業務民間委託」『交通新聞』交通協力会、1961年6月15日、1面。
3. ↑  “札沼線・北海道医療大学―新十津川　20年5月7日に廃止”. 北海道新聞. (2018年12月8日).  オリジナルの2018年12月17日時点におけるアーカイブ。 2018年12月8日閲覧。
4. ↑  “札沼線廃止、21日にも届け出　JR、沿線4町と覚書調印”. 北海道新聞. (2018年12月21日).  オリジナルの2018年12月23日時点におけるアーカイブ。 2018年12月23日閲覧。
5. ↑  “JR札沼線、北海道医療大学－新十津川間が廃止へ　2020年5月、地元と合意”. 毎日新聞. (2018年12月20日).  オリジナルの2018年12月23日時点におけるアーカイブ。 2018年12月23日閲覧。
6. 1 2 3  “札沼線・札比内駅前商店 豊ケ岡行き切符が人気 東京や大阪からも”. 北海道新聞. (2019年12月30日).  オリジナルの2020年1月2日時点におけるアーカイブ。 2020年1月2日閲覧。
7. ↑  “旧晩生内駅　５月末にも解体　浦臼大雪で破損　倒壊の恐れ”. 北海道新聞. (2021年5月18日) 2021年5月18日閲覧。
8. ↑  “札沼線静かに廃止 新十津川-道医療大 駅名標を撤去”. 北海道新聞. (2020年5月7日).  オリジナルの2020年5月14日時点におけるアーカイブ。 2020年5月14日閲覧。
9. ↑  “旧札比内駅舎の活用策考えて　月形町が事業案公募”.   北海道新聞 (2023年7月12日). 2023年7月12日閲覧。